# Administrația Națională Oceanică și Atmosferică
National Oceanic and Atmospheric Administration (NOAA {în română:Administrația Națională Oceanică și Atmosferică) este o agenție științifică și de reglementare americană din cadrul Departamentului de Comerț al Statelor Unite⁠(<span title="Departamentul de Comerț al Statelor Unite|Departamentului de Comerț al Statelor Unite la Wikidata">d) care prognozează vremea, monitorizează condițiile oceanice și atmosferice, trasează mările, efectuează explorări la mare adâncime și gestionează pescuitul și protecția mamiferelor marine și a speciilor pe cale de dispariție din SUA în zona economică exclusivă.